# Cole Escola
Cole Escola, född 25 november 1986 i Clatskanie i Oregon, är en amerikansk skådespelare, komiker, sångare och dramatiker. 
Escola har varit aktiv inom kabaré och alternativ standup i New York. Hen har medverkat i humorserierna Difficult People (2015–2017), At Home with Amy Sedaris (2017–2020), Search Party (2020–2021) och Big Mouth (2022). Hen har skrivit och spelat huvudrollen i pjäsen Oh, Mary! som hade premiär på Broadway 2024. Escola, som i pjäsen porträtterar Mary Todd Lincoln, nominerades till två Tony Awards och vann i kategorin Bästa huvudroll i en pjäs. Hen listades också som finalist för Pulitzerpriset i dramatik.
Escola kom ut som icke-binär 2022 och använder sig av hen som pronomen.